# Первенство Канады по футболу
Первенство Канады по футболу (англ. Canadian Championship) — ежегодный турнир, разыгрываемый среди профессиональных футбольных клубов Канады. Турнир организовывается Канадской футбольной ассоциацией. Клубу-победителю вручается «Кубок Вояджерс» (англ. Voyageurs Cup) и он выигрывает путёвку от Канады в Лигу чемпионов КОНКАКАФ. В турнире участвуют клубы из MLS (Высшая лига футбола), CPL (Премьер-лига Канады), L1O (Лига1 Онтарио), L1BC (Лига1 Британская Колумбия) и L1QC (Лига1 Квебек).

## История
До создания официального соревнования, в 2008 году, не было внутреннего турнира, чтобы определить лучшую канадскую профессиональную команду. Лучшая любительская команда Канады получала приз Canada Soccer’s Challenge Trophy.
До 2010 года турнир состоял из трёх лучших профессиональных команд Канады («Ванкувер Уайткэпс», «Монреаль Импакт» и «Торонто»), победитель получал путёвку в отборочный этап Лиги чемпионов КОНКАКАФ.
В 2011 году «Эдмонтон» присоединился к NASL (Североамериканская футбольная лига) и Первенство Канады было расширено до четырёх профессиональных клубов самого высокого уровня в стране.
В 2014 году в турнир добавилась «Оттава Фьюри», в связи с включением в NASL.
6 июня 2016 года генеральный секретарь Канадской футбольной ассоциацией, Питер Монтополи, заявил, что планируется расширить турнир. Он сказал, что ожидает расширение в 2017 году. 9 марта 2017 года Канадская футбольная ассоциация объявила, что с 2018 года победители PLSQ (Футбольная Премьер-лига Квебека) и L1O (Лига1 Онтарио) примут участие в турнире.
В 2019 году ожидается, что команды CPL (Премьер-лига Канады) начнут участвовать в турнире.

## Формат соревнования

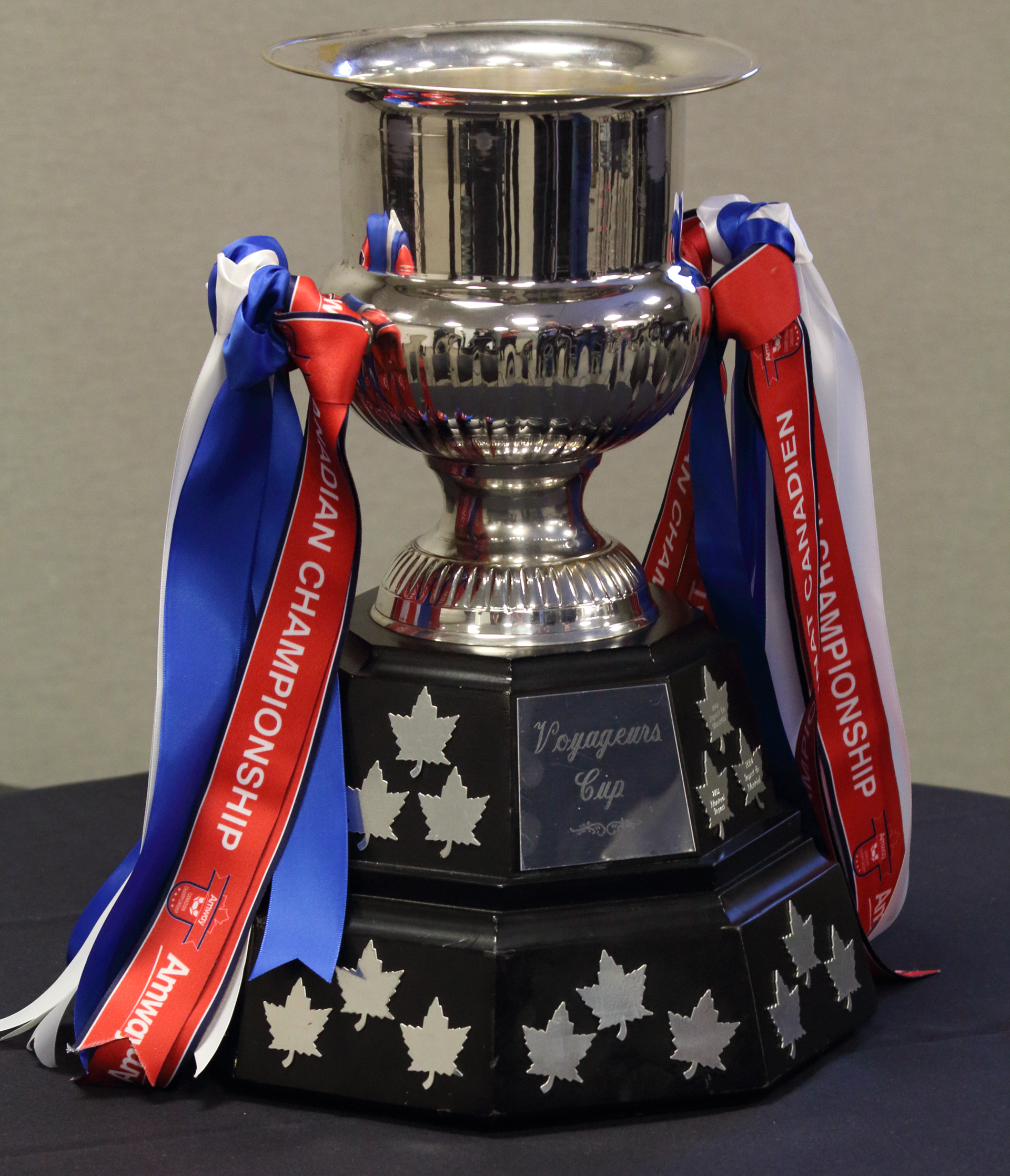
Победителю первенства Канады вручается «Кубок Вояджерс»

В первом отборочном раунде встречаются чемпион PLSQ и чемпион L1O. Победитель этой пары встречается во втором отборочном раунде с чемпионом USL (не считая «Торонто-2» — фарм-клуб «Торонто»). Победитель этого матча присоединяется к трём канадским командам MLS (Высшая лига футбола) в полуфинале. Все раунды, включая финал, состоят из двух матчей (дома и на выезде).
Включительно по 2014 год турнир проводился преимущественно в весенний период. Начиная с 2015 года руководство КОНКАКАФ одобрило перенос турнира на более удобный летний период. Финал Первенства Канады 2015 года проходил в августе, после окончания Женского чемпионата мира 2015 (проводящегося в Канаде) и Золотого кубка КОНКАКАФ 2015. Начиная с 2016 года, Первенство проводится на постоянной основе в июне-июле.
Из-за позднего проведения турнира в 2015 году, было согласовано, что победитель получит путёвку в Лигу чемпионов КОНКАКАФ 2016/2017, а в Лиге чемпионов 2015/2016 будет участвовать канадский клуб набравший наибольшее количество очков в регулярном сезоне MLS.
С 2017 года в правилах соревнований указывается, что каждая команда должна выставлять на матч минимум трёх канадских игроков в основном составе.

## Клубы-участники
Постоянные участники
| Клуб                 | Город/провинция               | Лига                   | Годы участия         |
| -------------------- | ----------------------------- | ---------------------- | -------------------- |
| Атлетико Оттава      | Оттава, Онтарио               | Канадская Премьер-лига | 2021–н. в.           |
| Валур                | Виннипег, Манитоба            | Канадская Премьер-лига | 2019 2021–н. в.      |
| Ванкувер             | Лэнгли, Британская Колумбия   | Канадская Премьер-лига | 2023–н. в.           |
| Ванкувер Уайткэпс    | Ванкувер, Британская Колумбия | MLS                    | 2011–2019 2021–н. в. |
| Галифакс Уондерерс   | Галифакс, Новая Шотландия     | Канадская Премьер-лига | 2019 2021–н. в.      |
| Йорк Юнайтед         | Торонто, Онтарио              | Канадская Премьер-лига | 2019 2021–н. в.      |
| Клёб де Фут Монреаль | Монреаль, Квебек              | MLS                    | 2012–2019 2021–н. в. |
| Кэвалри              | Калгари, Альберта             | Канадская Премьер-лига | 2019 2021–н. в.      |
| Пасифик              | Лэнгфорд, Британская Колумбия | Канадская Премьер-лига | 2019 2021–н. в.      |
| Торонто              | Торонто, Онтарио              | MLS                    | 2008–н. в.           |
| Фордж                | Гамильтон, Онтарио            | Канадская Премьер-лига | 2019 2021–н. в.      |

Команды, квалифицировавшиеся в 2023 году
| Клуб        | Город/провинция              | Лига                       | Годы участия |
| ----------- | ---------------------------- | -------------------------- | ------------ |
| Вон Адзурри | Вон, Онтарио                 | Лига 1 Онтарио             | 2019, 2023   |
| Лаваль      | Лаваль, Квебек               | Лига 1 Квебек              | 2023         |
| ТСС Роверс  | Бернаби, Британская Колумбия | Лига 1 Британская Колумбия | 2023         |

Бывшие участники
| Клуб              | Город/провинция               | Лига                                                                                      | Годы участия             |
| ----------------- | ----------------------------- | ----------------------------------------------------------------------------------------- | ------------------------ |
| Бленвиль          | Бленвиль, Квебек              | Лига 1 Квебек                                                                             | 2018, 2019, 2021         |
| Ванкувер Уайткэпс | Ванкувер, Британская Колумбия | Первый дивизион ЮСЛ 2-й дивизион Федерации футбола США                                    | 2008-2010                |
| Гуэлф Юнайтед     | Гуэлф, Онтарио                | Лига 1 Онтарио                                                                            | 2022                     |
| Мастер'с ФА       | Торонто, Онтарио              | Лига 1 Онтарио                                                                            | 2021                     |
| Мон-Рояль Утремон | Монреаль, Квебек              | Лига 1 Квебек                                                                             | 2022                     |
| Монреаль Импакт   | Монреаль, Квебек              | Первый дивизион ЮСЛ 2-й дивизион Федерации футбола США Североамериканская футбольная лига | 2008–2011                |
| Оквилл Блу Девилз | Оквилл, Онтарио               | Лига 1 Онтарио                                                                            | 2008–2011                |
| Оттава Фьюри      | Оттава, Онтарио               | Североамериканская футбольная лига Чемпионшип ЮСЛ                                         | 2014–2019                |
| Эдмонтон          | Эдмонтон, Альберта            | Североамериканская футбольная лига Канадская Премьер-лига                                 | 2011–2017 2019 2021–2022 |

## Результаты

### По сезонам
| Сезон | Победитель           | Финалист             |
| ----- | -------------------- | -------------------- |
| 2008  | Монреаль Импакт      | Торонто              |
| 2009  | Торонто              | Ванкувер Уайткэпс    |
| 2010  | Торонто              | Ванкувер Уайткэпс    |
| 2011  | Торонто              | Ванкувер Уайткэпс    |
| 2012  | Торонто              | Ванкувер Уайткэпс    |
| 2013  | Монреаль Импакт      | Ванкувер Уайткэпс    |
| 2014  | Монреаль Импакт      | Торонто              |
| 2015  | Ванкувер Уайткэпс    | Монреаль Импакт      |
| 2016  | Торонто              | Ванкувер Уайткэпс    |
| 2017  | Торонто              | Монреаль Импакт      |
| 2018  | Торонто              | Ванкувер Уайткэпс    |
| 2019  | Монреаль Импакт      | Торонто              |
| 2020  | Торонто              | Фордж                |
| 2021  | Клёб де Фут Монреаль | Торонто              |
| 2022  | Ванкувер Уайткэпс    | Торонто              |
| 2023  | Ванкувер Уайткэпс    | Клёб де Фут Монреаль |
| 2024  | Ванкувер Уайткэпс    | Торонто              |

1. ↑  Формат турнира был изменён на одноматчевое противостояние между лучшей канадской командой MLS в сезоне 2020, «Торонто», и чемпионом Канадской Премьер-лиги, «Фордж» в связи с пандемией COVID-19. Матч был отложен и состоялся 4 июня 2022 года.

### По клубам
| Клуб                 | Победитель | Финалист | Участий | Сезоны (победитель)                            |
| -------------------- | ---------- | -------- | ------- | ---------------------------------------------- |
| Торонто              | 8          | 6        | 15      | 2009, 2010, 2011, 2012, 2016, 2017, 2018, 2020 |
| Клёб де Фут Монреаль | 5          | 3        | 14      | 2008, 2013, 2014, 2019, 2021                   |
| Ванкувер Уайткэпс    | 4          | 7        | 14      | 2015, 2022, 2023, 2024                         |
| Фордж                | 0          | 1        | 4       |                                                |